# Hyloxalus fallax
Espèce
Synonymes
- Colostethus fallax Rivero, 1991

Statut de conservation UICN

 DD  : Données insuffisantes
Hyloxalus fallax est une espèce d'amphibiens de la famille des Dendrobatidae.

## Répartition
Cette espèce est endémique de l'Équateur. Elle se rencontre dans les provinces de Cotopaxi et de Bolívar de 1 760 à 2 430 m d'altitude sur le versant Ouest de la cordillère Occidentale.

## Publication originale
- Rivero, 1991 : New Ecuadorean Colostethus (Amphibia, Dendrobatidae) in the collection of the National Museum of Natural History, Smithsonian Institution. Caribbean Journal of Science, vol. 27, no 1/2, p. 1-22 (« texte intégral »(Archive.org • Wikiwix • Archive.is • Google • Que faire ?)).